# اللكمة (بني حشيش)

تعديل مصدري - تعديل

اللكمة هي إحدى قرى عزلة ذى مرمر بمديرية بني حشيش التابعة لمحافظة صنعاء، بلغ تعداد سكانها 80 نسمة حسب تعداد اليمن لعام 2004.